# Église Sant'Andrea della Zirada
L'église Sant'Andrea della Zirada est un édifice religieux de la ville de Venise, situé dans le sestiere de Santa Croce. 

## Situation
La façade orienté nord-ouest donne sur le Campo Sant'Andrea et le canal de Santa Chiara. Le transport hectométrique de Venise limite son flanc nord-est.

## Histoire
Quatre Vénitiennes nobles : Francesca Corraro, Elisabetta Gradenigo, Elisabetta Soranzo et Maddalena Malipiero obtinrent en 1329 le droit d'ériger au caò de zirada, endroit où les bateaux pouvaient faire demi-tour, un oratoire et un hospice pour femmes pauvres, sous le patronage de l'apôtre saint André. Le projet se heurta à l'opposition des religieuses de Santa Chiara, mais put s'accomplir en 1331, grâce à l'apport de la famille Bonzio. En 1347, les dames Soranzo et Malipiero encore vivantes, ensemble avec sept autres nobles, adoptèrent la règle de saint Augustin et se soumirent au patronage du doge. Elles commencèrent la construction du monastère adjacent ainsi qu'une église à la place de l'oratoire. Celle-ci fut reconstruite en 1475 et consacrée en 1502 par Giulio Brocchetta, archevêque de Corinthe, avant d'être restaurée au cours du XVIIe siècle. Les Augustines continuèrent à alimenter les pauvres jusqu'en 1684, quand l'ancien hospice fut supprimé et incorporé au monastère. 

La communauté fut supprimée par décret du 25 avril 1810. Le monastère fut démoli. L'église fut rouverte le 25 octobre 1810 comme dépendance de l'église San Nicolò da Tolentino.  Elle est aujourd'hui déconsacrée.

## Description

### Extérieure
La façade est tout ce qui reste de l'édifice gothique tardif datant de 1475, elle est divisée en trois par des pilastres réunis par des arcs aveugles.
Cette architecture de la façade est très simple et se retrouve dans d'autres églises vénitiennes comme San Sant'Aponal ou San giovani in Bragora. Il en est de même pour le portail dont le tympan contient deux bas-reliefs du XIVe siècle, représentant respectivement : la vocation des apôtres Pierre et André et la passion du Christ. Au-dessus une rosace monochrome flanquée de deux fenêtres à meneaux.

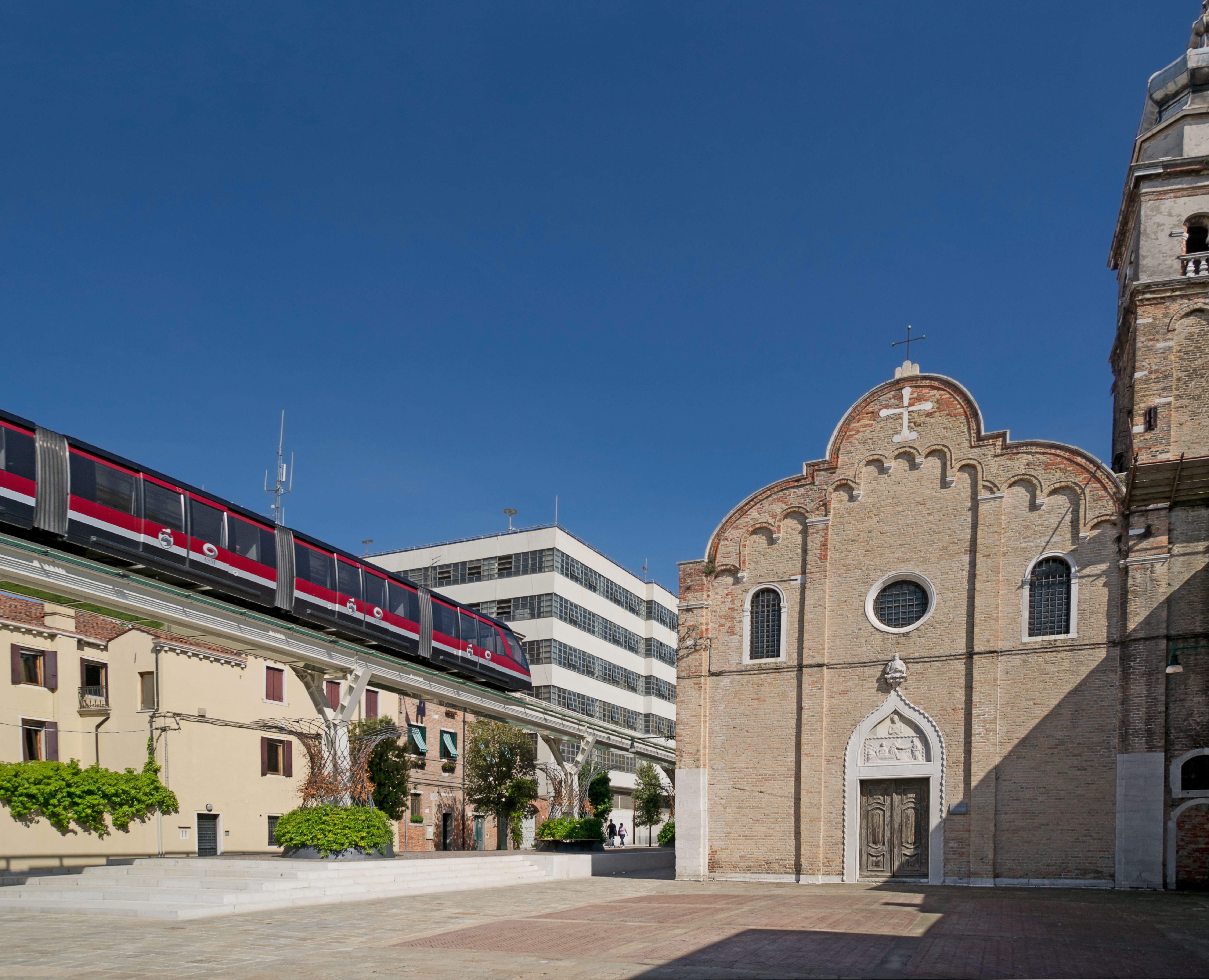
Campo Sant'Andrea et le Transport hectométrique.
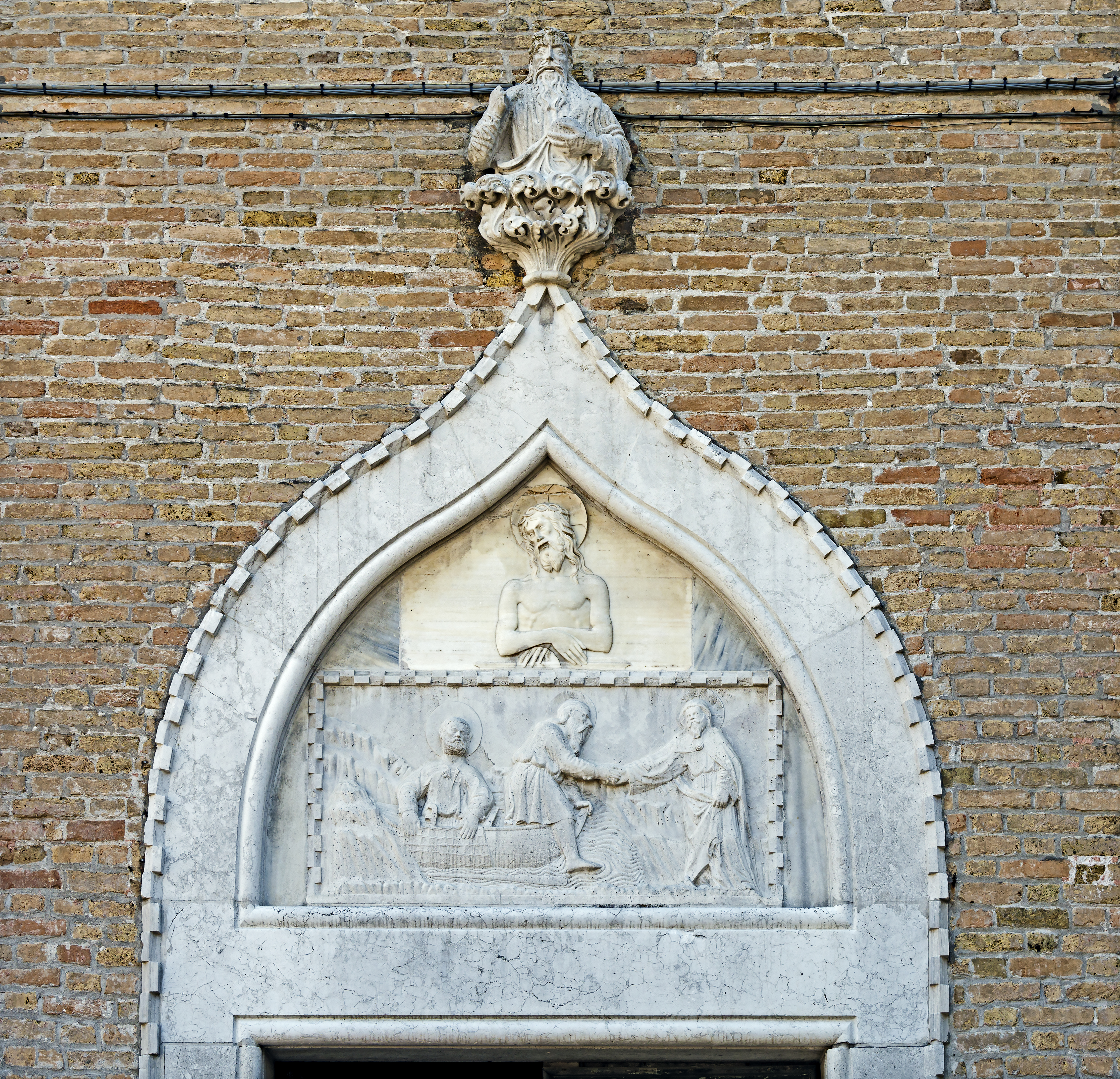
Le tympan gothique du XVe siècle

### Intérieur
L'intérieur, à une seule nef est typique des églises de petite et moyenne taille construites à Venise dans la seconde moitié du XVe siècle. À noter le Barco : pièce particulière sur la contre-façade qui a gardé ses deux colonnes d'origine avec des contreforts gothiques en bois. La face avant est richement décorée de stuc à festons floraux, qui encadrent les deux grandes ouvertures protégées par des grilles de fer forgé, derrière lesquelles les religieuses pouvaient assister aux services religieux.
- Le maître autel et son retable est une œuvre en marbre polychrome du sculpteur flamand Josse le Court; c'est sa dernière œuvre vénitienne, elle date de 1669.
- Premier autel du côté droit : statue en marbre de saint Nicolas XVIIIe
- deuxième autel du côté droit : statue en marbre de Marie de Cléophas
- Premier autel du côté gauche : statue en marbre de saint André l’apôtre
- Le second autel du côté gauche : Christ en croix en marbre polychrome du XVIIIe
- Un tableau de Véronèse, Saint Jérôme, datant de 1580 environ, ornait cette église. Il est aujourd'hui conservé aux Gallerie dell'Accademia de Venise[1].

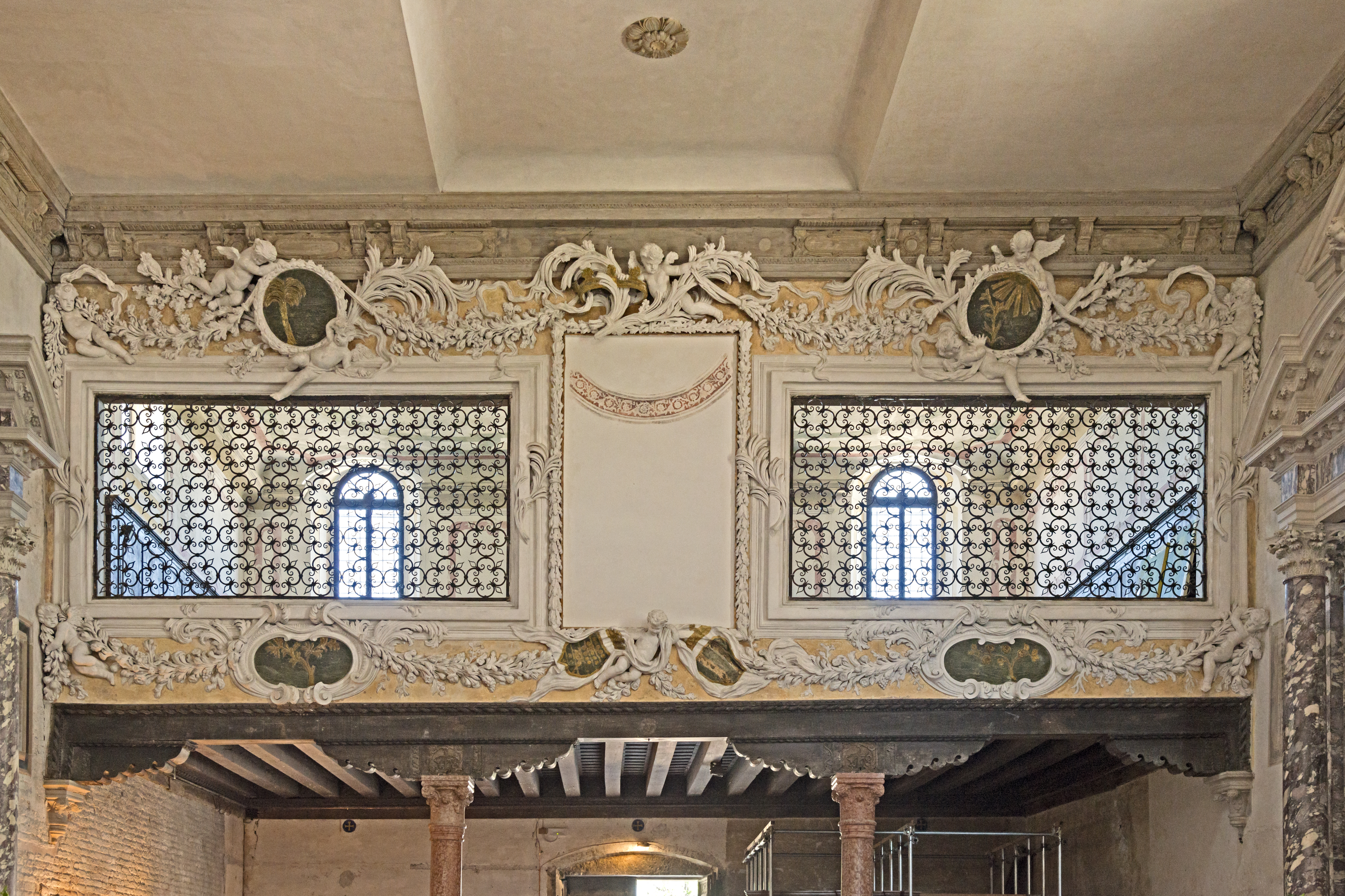
Le Barco
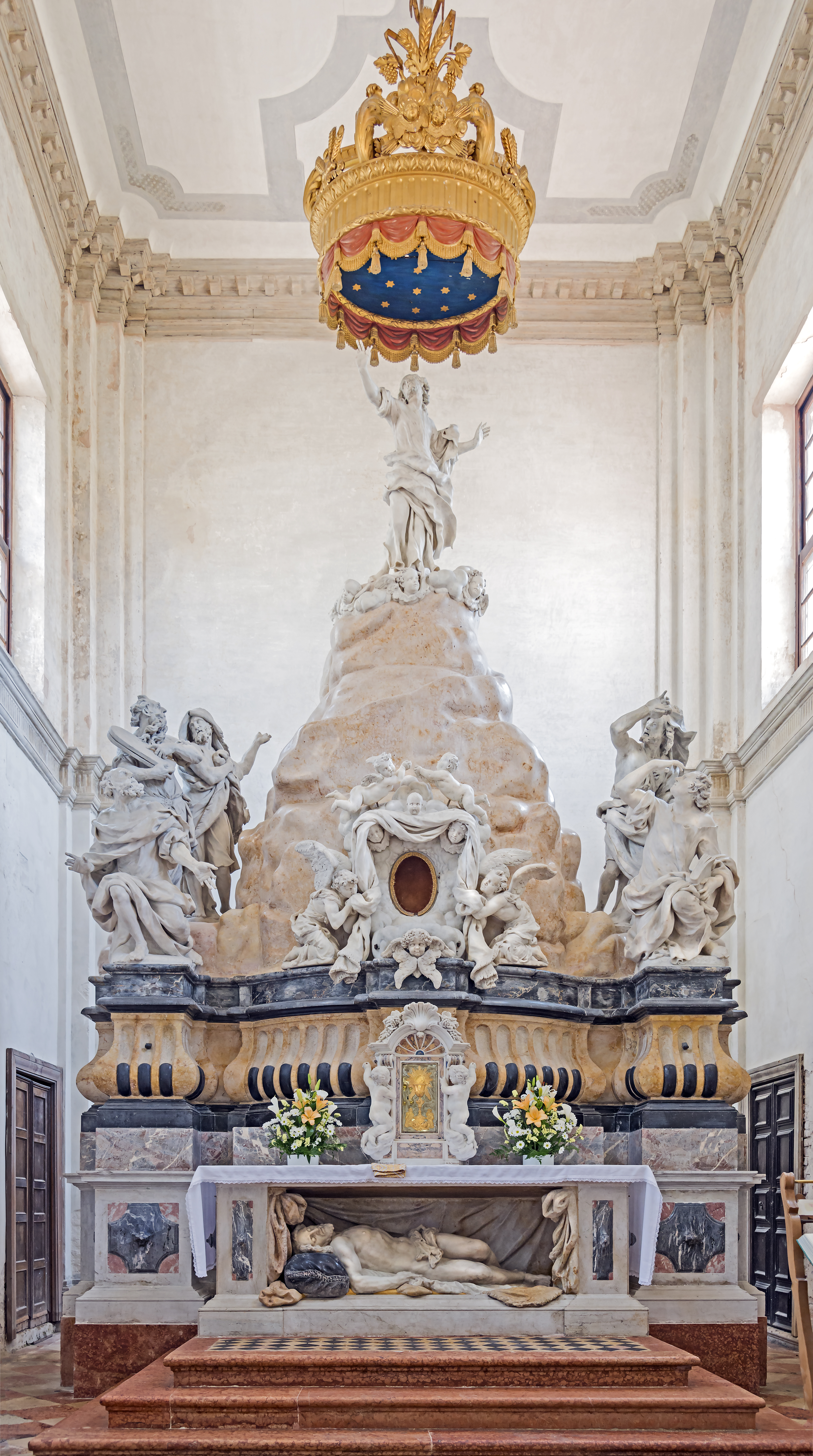
Le maître-autel par Josse le Court
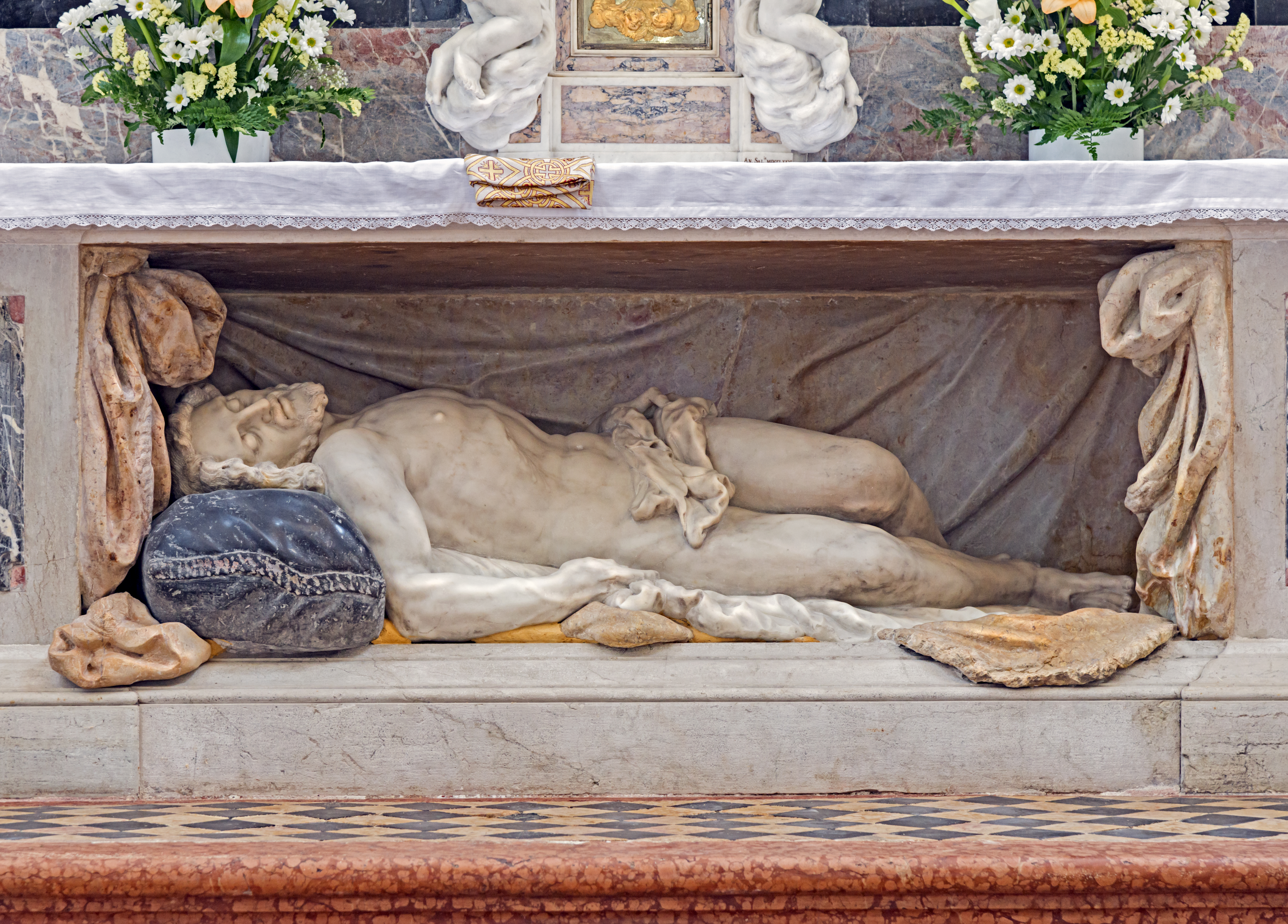
Le maître-autel par Josse le Court
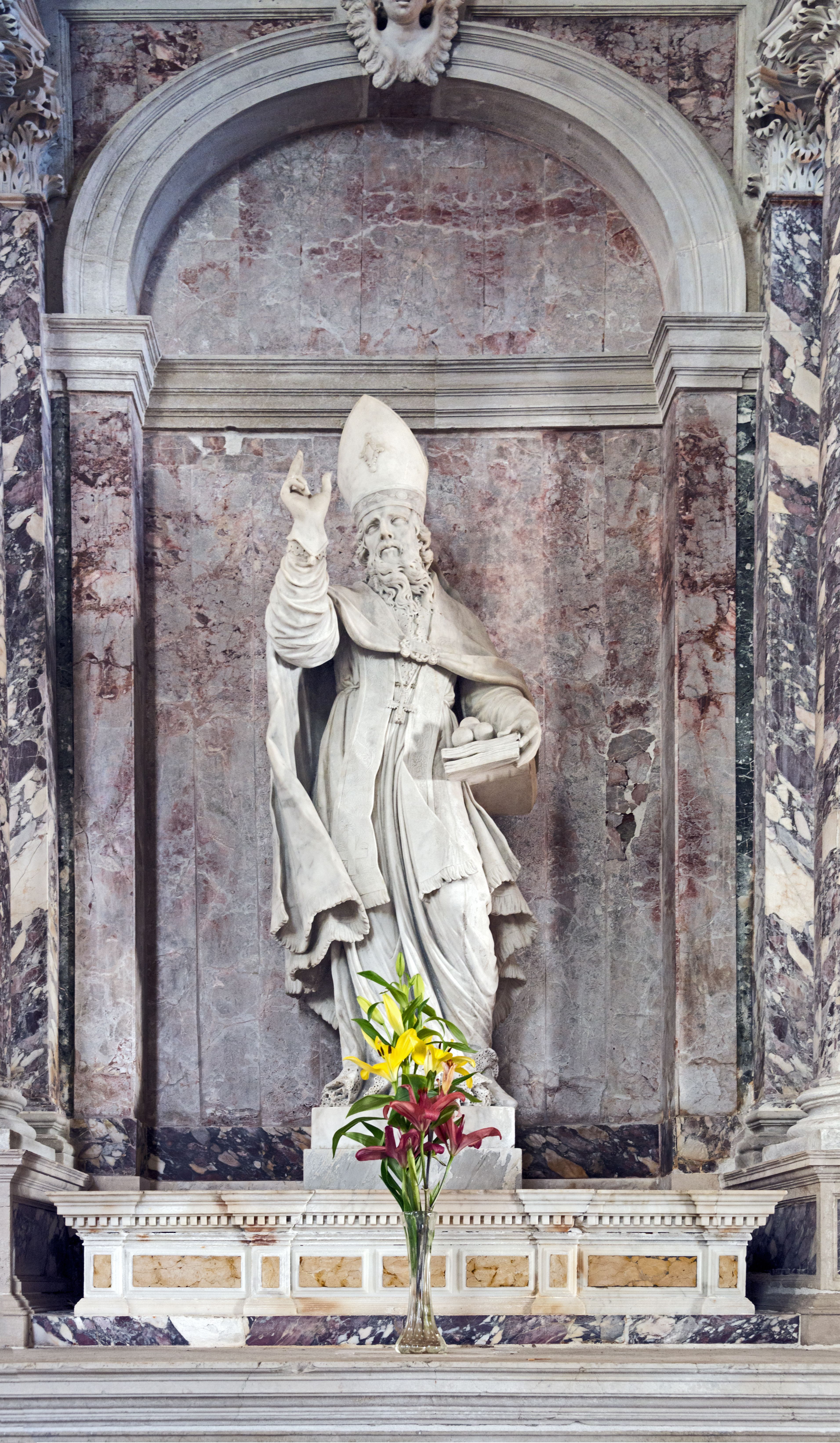
Saint Nicolas
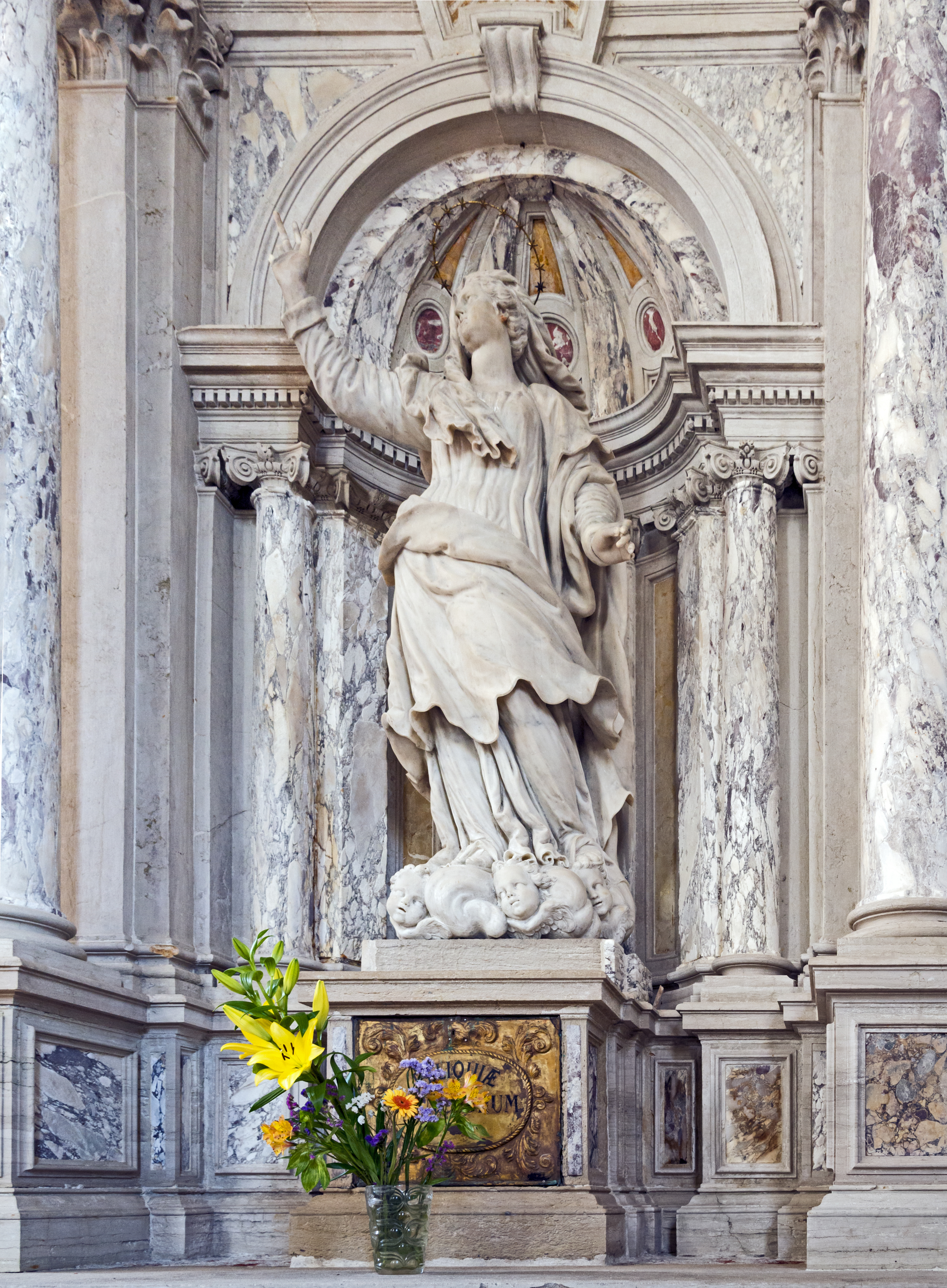
Marie de Cléophas
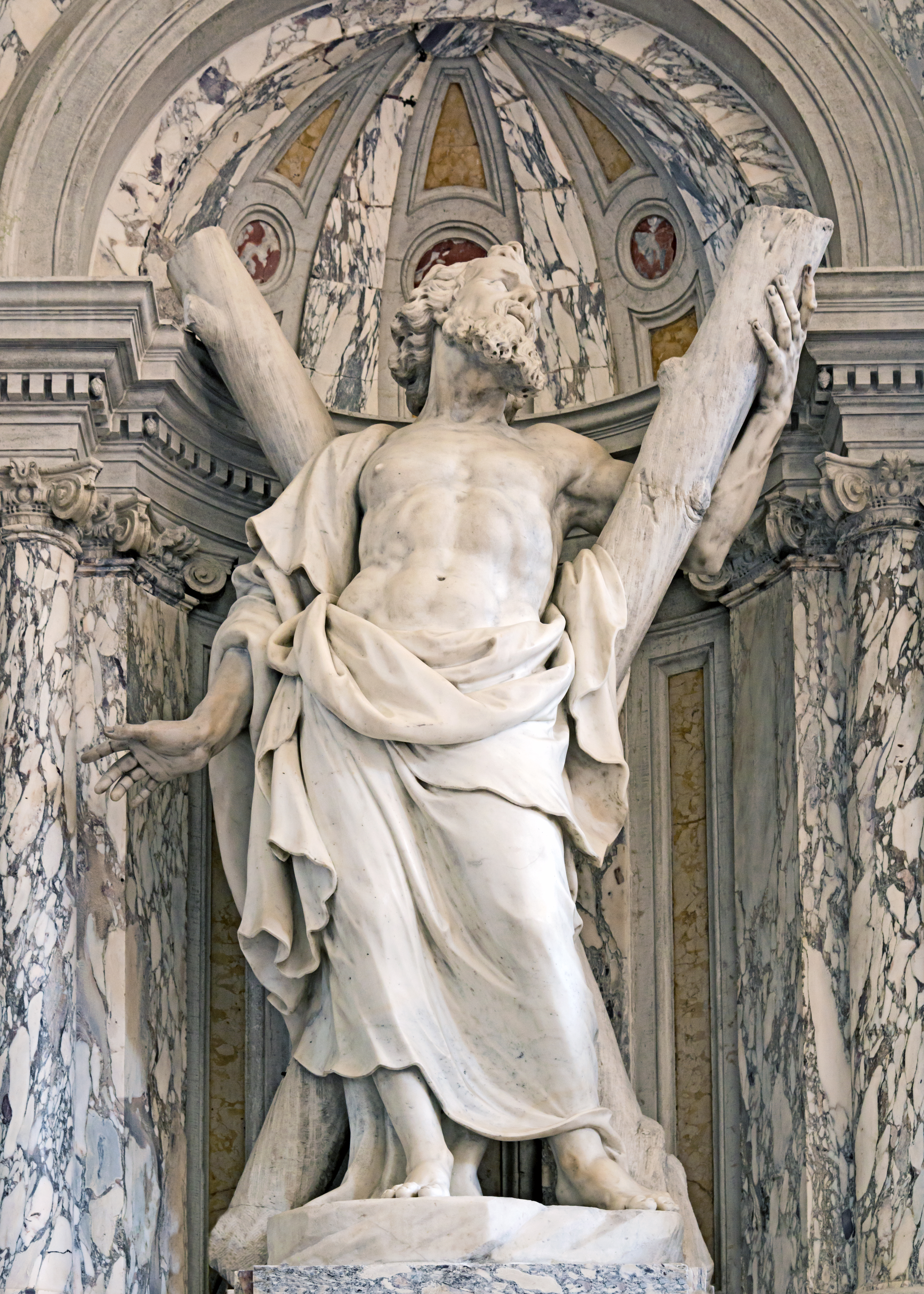
Saint André l’apôtre
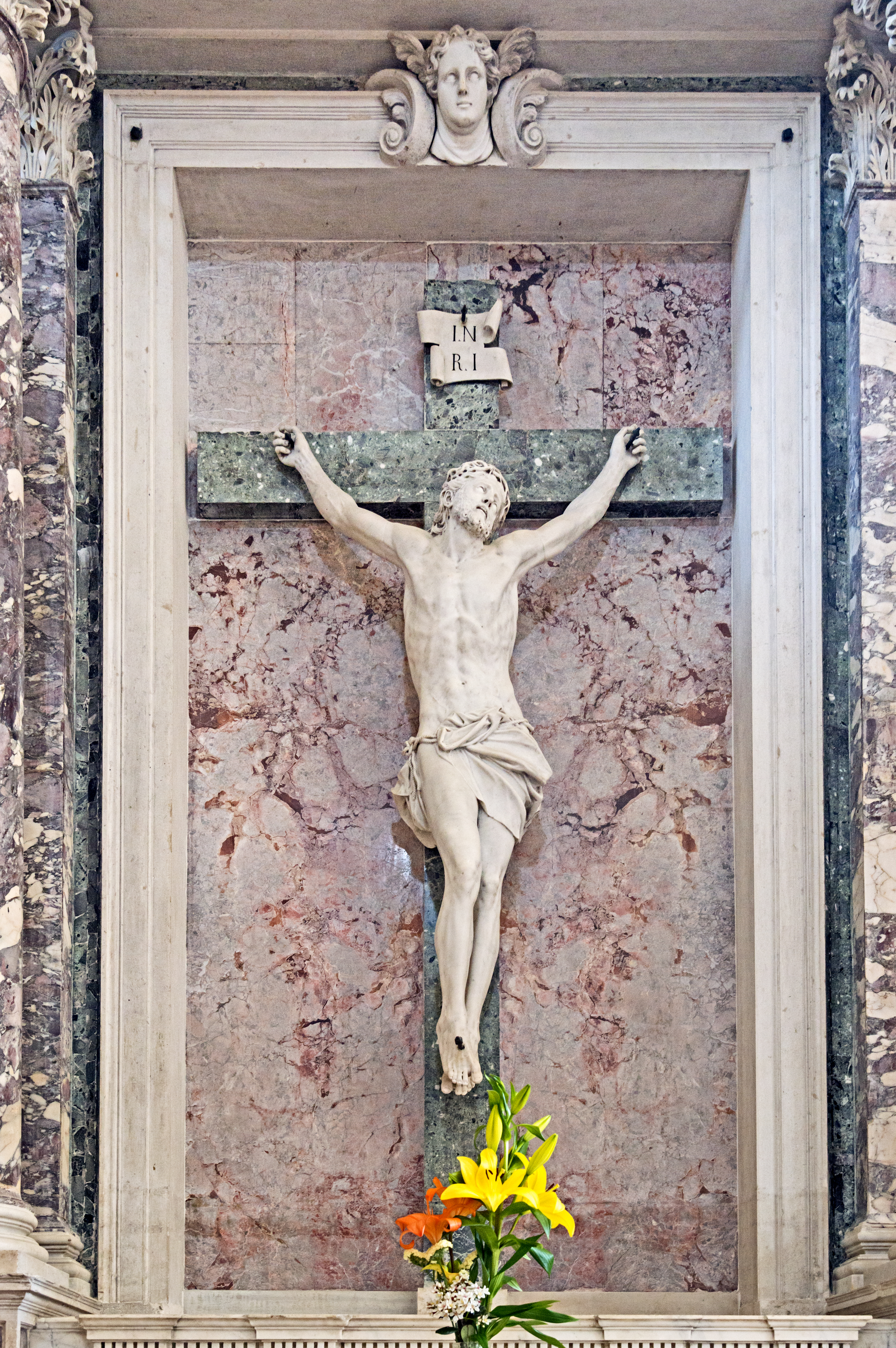
Christ en croix XVIIIe
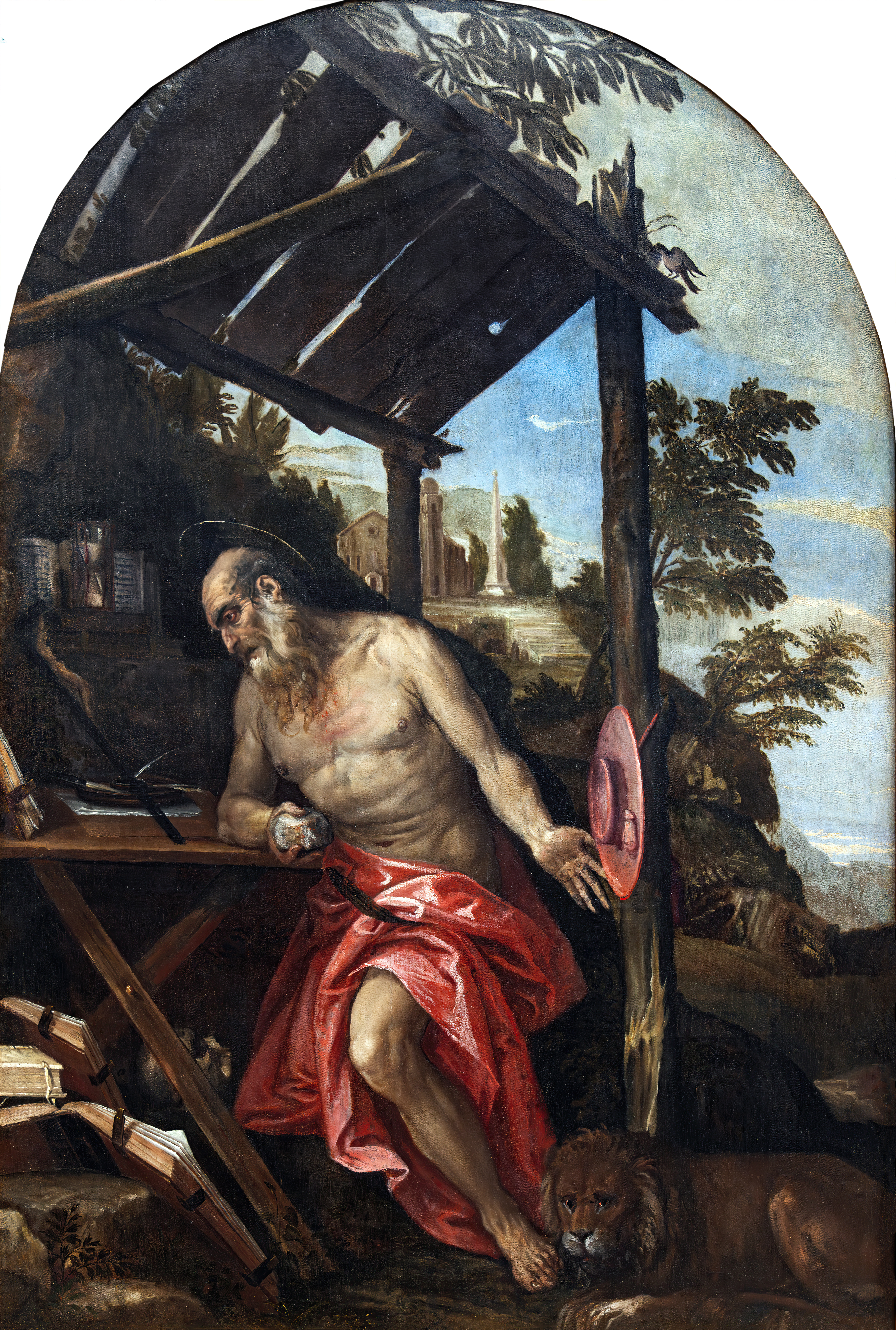
Saint Jérôme  vers 1580, Véronèse

## Articles liés
- Liste des églises de Venise
- Rio di Sant'Andrea (Santa Croce)